# The Week (settimanale britannico)
The Week è un settimanale di attualità britannico e statunitense.

## Storia
The Week fu fondato nel 1995 da Jolyon Connell, che lavorava precedentemente per il giornale conservatore The Sunday Telegraph. Nell'aprile del 2001 fu inaugurata l'edizione statunitense del settimanale, mentre nell'aprile del 2008 fu lanciata quella australiana. Nel mentre, nel 2007, l'edizione statunitense di The Week, lanciò un sito Web. Durante l'ottobre del 2012 la branca australiana cessò la sua attività. Nel novembre del 2015 fu inaugurato The Week Junior, una rivista rivolta ai bambini di età compresa tra 8 e 14 anni.